# Manœuvre de Sellick
La manœuvre de Sellick est une technique de compression du cartilage cricoïde, décrite en 1961 par Sellick BA et publiée dans le Lancet. Lors de la réalisation d'une intubation trachéale, elle est utilisée pour prévenir le risque de régurgitation du contenu gastrique et œsophagien vers le pharynx et son inhalation bronchique et alvéolaire lors de l'induction anesthésique qui entraine une dépression des réflexes de protection des voies aériennes, chez un patient dont l’estomac est plein.
Elle consiste à appuyer fermement sur le cartilage cricoïde qui va alors comprimer l'extrémité supérieure de l'œsophage dont les parois sont souples, contre le corps vertébral de la vertèbre cervicale sous-jacente, rigide.
L'intensité de la force à exercer doit être d'environ 20 newtons (N) si le patient est conscient et de 30 N s'il est inconscient. Cette force est suffisante pour prévenir la régurgitation (inefficace si inférieure à 10 N), n'entraîne pas de sensation nauséeuses susceptibles d'augmenter l'inhalation du contenu gastrique et met à l'abri d'une rupture œsophagienne.
Le taux d'efficacité de la manœuvre de Sellick n'est pas bien établi, techniquement simple, elle est pourtant souvent mal réalisée.

## Contre indications
- Vomissements actifs
- Lésions du rachis cervical
- Traumatisme laryngé
- Trachéostomie
- Diverticule pharyngé
- Corps étranger dans les voies aériennes
- Lésion médullaire cervicale

## Complications
Elles sont rares mais graves.
- Rupture de l'œsophage
- Rupture du cartilage cricoïde
- Difficulté d'intubation si la pression est trop forte, cela peut compromettre la visualisation de la glotte
- Aggravation de lésions laryngées ou vertébrales préexistantes

## Citations
- "When the contents of the stomach or oesophagus gain access to the air-passages during anaesthesia, the consequences are disastrous. In spite of modern anaesthetic techniques or sometimes regrettably because of them, regurgitation is still a considerable hazard during induction of anaesthesia, particularly for operative obstetrics and emergency general surgery."

"Cricoid pressure must be exerted by an assistant. Before induction, the cricoid is palpated and lightly held between the thumb and second finger; as anaesthesia begins, pressure is exerted on the cricoid cartilage mainly by the index finger. Even a conscious patient can tolerate moderate pressure without discomfort but as soon as consciousness is lost, firm pressure can be applied without obstruction of the patient's airway. Pressure is maintained until intubation and inflation of the cuff of the endotracheal tube is complete." 
 B. A. Sellick, The Lancet. 1961.